# Torneo Pre-Olimpico FIBA 1972
Il torneo Torneo Pre-Olimpico FIBA 1972 si disputò ad Augusta in Germania Ovest dal 10 al 19 agosto 1972, e vide la qualificazione ai Giochi della XX Olimpiade di due squadre: Polonia e Spagna.

## Classifica finale
| Pos | Squadra       |
| --- | ------------- |
| 1.  | Polonia       |
| 2.  | Spagna        |
| 3.  | Bulgaria      |
| 4.  | Messico       |
| 5.  | Svezia        |
| 6.  | Canada        |
| 7.  | Israele       |
| 8.  | Gran Bretagna |
| 9.  | Finlandia     |
| 10. | Grecia        |
| 11. | Corea del Sud |
| 12. | Svizzera      |